# Lista de navios atacados pelo submarino alemão U-94
O U-94 foi um submarino alemão do Tipo VIIC, pertencente a Kriegsmarine que atuou durante a Segunda Guerra Mundial. Comissionado em 10 de agosto de 1940, esteve em operações até 28 de agosto de 1942 quando foi afundado no Mar do Caribe.

## Navios afundados e danificados
O submarino participou de 10 patrulhas de guerra.
- 26 navios afundados com um total de 141 852 GRT (Gross Register Tonnage) tonelagem de arqueação bruta
- 1 navio danificado com um total de 8 022 GRT[3]

| Data                 | Comandante       | Nome do navio                      | Toneladas | Nacionalidade | Comboio                                   | Vítimas fatais | Causa do afundamento |  |
| -------------------- | ---------------- | ---------------------------------- | --------- | ------------- | ----------------------------------------- | -------------- | -------------------- |  |
| 2 dezembro de 1940   | Herbert Kuppisch | MV Stirlingshire                   | 6 022     | Reino Unido   | Comboio HX-90 (1 - 3 de dezembro de 1940) | 0              | torpedo              |  |
| 2 dezembro de 1940   | Herbert Kuppisch | SS Wilhelmina                      | 6 725     | Reino Unido   | Comboio HX-90 (1 - 3 de dezembro de 1940) | 5              | torpedo              |  |
| 11 dezembro de 1940  | Herbert Kuppisch | MV Empire Statesman                | 5 306     | Reino Unido¹  | Comboio SLS-56 (dezembro de 1940)         | 31             | torpedo              |  |
| 20 janeiro de 1941   | Herbert Kuppisch | SS Florian                         | 3 174     | Reino Unido   |                                           | 41             | torpedo              |  |
| 20 janeiro de 1941   | Herbert Kuppisch | SS West Wales                      | 4 353     | Reino Unido   | Comboio SC-19 (janeiro de 1941)           | 16             | torpedo              |  |
| 30 janeiro de 1941   | Herbert Kuppisch | SS Rushpool                        | 5 125     | Reino Unido   | Comboio SC-19 (janeiro de 1941)           | 40             | torpedo              |  |
| 4 abril de 1941      | Herbert Kuppisch | SS Harbledown                      | 5 414     | Reino Unido   | Comboio SC-26 (1 - 4 de abril de 1941)    | 16             | torpedo              |  |
| 6 abril de 1941      | Herbert Kuppisch | MV Lincoln Ellsworth               | 5 580     | Noruega       |                                           | 0              | torpedo              |  |
| 7 maio de 1941       | Herbert Kuppisch | SS Eastern Star                    | 5 658     | Noruega       | Comboio OB-318 (7 - 10 de maio de 1941)   | 0              | torpedo              |  |
| 7 maio de 1941       | Herbert Kuppisch | SS Ixion                           | 10 263    | Reino Unido   | Comboio OB-318 (7 - 10 de maio de 1941)   | 0              | torpedo              |  |
| 7 maio de 1941       | Herbert Kuppisch | MV John P. Pedersen                | 6 128     | Noruega       | Comboio HX-126 (19 - 22 de maio de 1941)  | 22             | torpedo              |  |
| 20 maio de 1941      | Herbert Kuppisch | SS Norman Monarch                  | 4 718     | Reino Unido   | Comboio HX-126 (19 - 22 de maio de 1941)  | 0              | torpedo              |  |
| 15 setembro de 1941  | Otto Ites        | SS Empire Eland                    | 5 613     | Reino Unido¹  | Comboio ON-14 (1 - 4 de abril de 1941)    | 38             | torpedo              |  |
| 15 setembro de 1941  | Otto Ites        | SS Newbury                         | 5 102     | Reino Unido   | Comboio ON-14 (1 - 4 de abril de 1941)    | 45             | torpedo              |  |
| 15 setembro de 1941  | Otto Ites        | SS Pegasus                         | 5 762     | Grécia        | Comboio ON-14 (1 - 4 de abril de 1941)    | 16             | torpedo              |  |
| 1 outubro de 1941    | Otto Ites        | SS San Florentino                  | 12 842    | Reino Unido   | Comboio ON-19 (outubro de 1941)           | 23             | torpedo              |  |
| 24 fevereiro de 1942 | Otto Ites        | SS Empire Hail                     | 7 005     | Reino Unido¹  | Comboio ON-66 (fevereiro - março de 1942) | 49             | torpedo              |  |
| 9 março de 1942      | Otto Ites        | SS Cayrú                           | 5 152     | Brasil        |                                           | 53             | torpedo              |  |
| 11 março de 1942     | Otto Ites        | SS Hvoslef                         | 1 630     | Noruega       |                                           | 6              | torpedo              |  |
| 25 março de 1942     | Otto Ites        | MV Imperial Transport (danificado) | 8 022     | Reino Unido   | Comboio ON-77 (março de 1942)             | 0              | torpedo              |  |
| 12 maio de 1942      | Otto Ites        | SS Cocle                           | 5 630     | Panamá        | Comboio ONS-92 (11 - 13 de maio de 1942)  | 5              | torpedo              |  |
| 13 maio de 1942      | Otto Ites        | SS Batna                           | 4 399     | Reino Unido   | Comboio ONS-92 (11 - 13 de maio de 1942)  | 1              | torpedo              |  |
| 13 maio de 1942      | Otto Ites        | SS Tolken                          | 4 471     | Suécia        | Comboio ONS-92 (11 - 13 de maio de 1942)  | 0              | torpedo              |  |
| 5 junho de 1942      | Otto Ites        | FV Maria da Glória                 | 320       | Portugal      |                                           | 36             | tiros de canhão      |  |
| 10 junho de 1942     | Otto Ites        | SS Empire Clough                   | 6 147     | Reino Unido   | Comboio ONS-100 (8 - 12 de junho de 1942) | 5              | torpedo              |  |
| 10 junho de 1942     | Otto Ites        | SS Ramsay                          | 4 855     | Reino Unido   | Comboio ONS-100 (8 - 12 de junho de 1942) | 40             | torpedo              |  |
| 11 junho de 1942     | Otto Ites        | SS Pontypridd                      | 4 458     | Reino Unido   | Comboio ONS-100 (8 - 12 de junho de 1942) | 2              | torpedo              |  |

MV (motor vessel) - navio a motor.
SS (steam ship) - navio a vapor.
FV (Fish vessel) - barco de pesca.
¹ Ministry of War Transport (MOWT).